# Marshborough
Marshborough – wieś w Anglii, w hrabstwie Kent, w dystrykcie Dover. Leży 15 km na wschód od miasta Canterbury i 103 km na wschód od centrum Londynu.